# 羅德島號戰艦
羅德島號戰艦（舷號BB-17）是一艘隸屬於美國海軍的戰艦，為維珍尼亞級戰艦的五號艦。她是美軍第二艘以羅德島州為名的軍艦。
羅德島號在1902年於昆西霍河造船廠（Fore River Shipbuilding）開始建造，並在1904年下水，最終在1906年服役。稍後羅德島號參與美國大白艦隊（Great White Fleet）的環球航行，並支援美國在坦皮科事件後入侵韋拉克魯斯。美國參與第一次世界大戰後，羅德島號主要用作訓練艦，並在近岸進行反潛巡邏。戰後羅德島協助接載美軍從歐洲返國。1920年羅德島號退役，並在1923年按照華盛頓海軍條約出售拆解。